# Język angielski uproszczony
Język angielski uproszczony – język kontrolowany stanowiący podzbiór języka angielskiego, opracowany pierwotnie w celu tworzenia instrukcji obsługi w przemyśle kosmicznym. Zawiera ograniczony i standaryzowany zestaw słów angielskich. Posiada oficjalną markę STE (Simplified Technical English). Mimo że jest ukierunkowany na zastosowanie w przemyśle kosmicznym i obronnym, to w innych gałęziach przemysłu stanowi podstawę do tworzenia pochodnych standardów kontrolowanej angielszczyzny.